# 薛贻矩
薛贻矩（850年—912年5月25日），字熙用，一字式瞻，河东闻喜（今山西省闻喜县）人，中国唐朝及随后的后梁官员，在后梁为宰相。

## 家世
薛贻矩出自河东薛氏西祖第三房，祖父薛存诚官至给事中，父薛庭望官至虢州刺史，都有好名声。

## 唐朝年间
薛贻矩秀气英俊，和当时聪明优雅的人交游，在文坛有名。唐僖宗乾符年间（874年—879年）中进士，夺得状元。历任秘书省校书、鄠县尉、度支巡官、集贤院校理、拾遗、殿中侍御史、起居舍人，召拜翰林学士，加礼部员外郎、知制诰，转司勋郎中，其职如故。又任司勋员外郎，任史职。
乾宁二年（895年），唐昭宗害怕被军阀凤翔军节度使李茂贞和静难军节度使王行瑜攻打，逃出京城长安，薛贻矩没有立即随驾，而是聚集家属，因而没能跟上昭宗，因此被罢官。不久除中书舍人，又为翰林学士，又历任户部侍郎、兵部侍郎、学士承旨。天复三年（903年），昭宗在宰相崔胤和权势军阀宣武军节度使朱全忠要求下屠戮宦官，命薛贻矩将他们的首级送给朱全忠。薛贻矩被发现在内侍省屋壁间为韩全诲等被屠戮的宦官画像，于是被贬夔州司户。
朱全忠迫使朝廷由长安迁都洛阳。唐昭宗和唐哀帝天祐（904年—907年）初年，薛贻矩被除吏部侍郎，但没去洛阳上任。朱全忠素来器重他，在朝堂提起他，于是薛贻矩当天被拜吏部尚书，还没到任，又特拜御史大夫。
天祐四年（907年）正月，显然朱全忠最终将夺帝位之际，哀帝派薛贻矩去朱全忠军部大梁相劳，薛贻矩请求以臣礼相见。朱全忠对他作揖、升阶。薛贻矩说：“殿下功德在人，天地人心都向着您，皇帝正要行舜、禹之事（即禅位于朱全忠），臣怎敢违背？”于是以对待皇帝的礼仪，当庭对朱全忠北面拜舞。朱全忠侧身以避，但待之甚厚。薛贻矩回去后对哀帝说朱全忠已经准备受禅，于是哀帝准备禅位。三月，薛贻矩为押金宝使，宰相摄中书令张文蔚为册礼使，摄侍中杨涉为押传国宝使，率百官备法驾前去大梁，朱全忠就地受禅，亡唐，建立后梁，朱全忠即梁太祖皇帝。太祖宴参与禅位典礼的百官于玄德殿，百官多惭惧俯伏不能对，但薛贻矩、礼部尚书册礼副使苏循及刑部尚书张祎却盛称太祖功德，理应应天顺人。

## 后梁年间
改朝换代不久，五月，薛贻矩即为中书侍郎、同平章事，为宰相，兼判户部。十月，梁太祖遣文武百官归位，但将薛贻矩等留在洛阳。开平二年（908年），进拜门下侍郎、监修国史，判度支，又迁弘文馆大学士，充盐铁转运使，累官自仆射至守司空。三年（909年）九月，判建昌宫事，兼延资库使。六月，太祖以宰相韩建和薛贻矩辅政有功，深加奖谕，赐以缯帛。四年（910年）十二月，上《上大梁新定格律奏》：“太常卿李燕等重刊定律令三十卷，式二十卷，格一十卷，目录一十三卷，律疏三十卷，共五部一十帙，共一百三卷。敕中书舍人李仁俭诣阁门奉进，伏请定为《大梁新定格式律令》，颁下施行。”太祖从之。拜相五年，却无显赫事迹可表。乾化元年（911年），太祖召薛贻矩等宰相于崇勋殿，说：“军旅之间的事，朕自己决断，朝廷庶务，其实倚赖众卿协力辅佐。”二年（912年），薛贻矩在陪同太祖讨伐敌国晋国后，染时疠，奉命回洛阳治病，不久去世。太祖震悼良久，命雒苑使曹守珰前去吊祭，又命辍六日、七日、八日朝参，丞相、文武都诣上阁门进名以表奉慰。诏赠侍中。

## 评价
- 《旧五代史》史臣曰：文蔚、贻矩，皆唐朝之旧臣，遇梁室之强禅，奉君命以来使，狎神器以授之，逢时若斯，亦为臣者之不幸也。抑不为其相，不亦善乎！[3]
- 《新五代史》：呜呼！唐之亡也，贤人君子既与之共尽，其馀在者皆庸懦不肖、倾险狯猾、趋利卖国之徒也。不然，安能蒙耻忍辱于梁庭如此哉！……又读《梁实录》，见文蔚等所为如此，未尝不为之流涕也。……及唐之亡也，又先以朋党尽杀朝廷之士，而其馀存者，皆庸懦不肖倾险之人也，然后唐从而亡。[11]

## 家族

### 曾祖父母
- 薛胜，左拾遗、大理囗囗囗
- 陇西李氏

### 祖父母
- 薛存诚，给事中，累赠礼部侍郎
- 京兆韦氏，追封越国夫人
- 兰陵萧氏

### 父母
- 薛庭望，或作廷望、珽望，虢州刺史，囗囗囗师
- 河东裴氏，追封晋国夫人

### 夫人
- 范阳卢氏，虢国夫人，河南令卢躅的次女，荥阳郑氏所出

### 子女
- 薛晔，[5]又名薛暎，先薛贻矩而亡，有年幼二女
- 长女，河间刘准妻
- 次女，河东裴砺妻[1]